# 西亚迈尔·库蒂·阿巴
西亚迈尔·库蒂·阿巴（1997年10月1日—）是一名马来西亚足球运动员，目前效力马来西亚超级足球联赛俱乐部柔佛DT。

## 俱乐部生涯

### 马来西亚幼虎C队
西亚迈尔在马来西亚第三级别联赛开始他的职业生涯，他在马来西亚足总联赛效力马来西亚幼虎C队。

### 槟城
由于马来西亚幼虎队被马来西亚足总解散，意味着马来西亚足总旗下的幼虎A队、B队和C队所有球员将变成自由球员，而西亚迈尔选择效力槟城 U21，2016年槟城正式提拔他进入一线队。

### 柔佛DT
2017年11月18日西亚迈尔正式与柔佛DT
签下合约。
2018年西亚迈尔与陈俊仁被租借至葡萄牙足球锦标联赛的Vilaverdens F.C.为其一年，但租借半年后就返回柔佛DT。

## 国家队生涯
西亚迈尔曾代表过马来西亚U17、U19、U20、U23及马来西亚国家足球队参加过比赛。
2017年10月，他被首次被马来西亚国家队征召参加集训，为2019年亚洲杯预选赛对阵香港队做准备。在2019年亚洲杯预选赛中对阵香港队是西亚迈尔在成年国家队的处子秀，但该场比赛马来西亚0比2不敌香港。
2018年11月4日，西亚迈尔成功入选2018年东南亚足球锦标赛23人大名单。